# Vogue (танець)
Vogue або voguing надзвичайно стилізований сучасний напрям танцю, що розвинувся в латиноамериканському районі Нью-Йорку Гарлем (англ. Harlem) в 1980-тих. Танець набув популярності у 1990, коли був показаний у відео-кліпі Мадонни «Vogue»(1990), і продемонстрований в документальному фільмі «Париж палає»(англ.Paris is Burning) (який виграв гран-прі кінофестивалю «Sundance Film Festival»). В новому тисячолітті, Vogue відновив свою популярність завдяки танцювальній команді «Vogue Evolution», що брала участь в четвертому сезоні конкурсу America's Best Dance Crew.

## Історія
Натхненний журналом Vogue, voguing характеризується модельними позами поєднаними з різкими та чіткими рухами рук, ніг та тіла Цей напрям зародився на балах афроамериканців та латиноамериканців району Гарлем на початку 1960х. Виступи називали презентаціями, а пізніше «перфоменсами». З роками, танець еволюціонував в більш складну і ілюзорну форму, яку називають «vogue». Надалі Voguing розвивався як вид танцю, що виконується представниками ЛГБТК+ спільноти на балах та в нічних закладах головних міст США — переважно в Нью-Йорку
Офіційні конкурси проходили в формі балів, що проводилися «Домом». «Дім»—об'єднання представників боллрум культури на зразок сім'ї. Одним з найпопулярніших"Домів" є «The House of Ninja» Що був заснований Віллі Ніндзя, який вважається «хрещеним батьком» вогінгу. Членів «Домів» називають «дітьми», деякі з них змінюють своє прізвище, щоб продемонструвати приналежність до «Дому»

## Стилі
На сьогодні виділяють три стилі «Vogue»: Old Way (до 1990); New Way(після 1990); та «Vogue Fem»(1995). Хоча «Vogue Fem» використовувався на сцені балу як загальна назва для жіночних воґерів в 1960х. Лише в 1990x «Vogue Fem» став окремим стилем.

### Old Way
«Old Way» характеризується чіткими лініями і симетрією під час виконання, витонченими та плавними рухами. Єгипетські ієрогліфи та модні пози були «натхненням» «Old Way». Справжня історична форма Воґу — це дуель між двома суперниками. Танцівник повинен загнати в глухий кут іншого, рухаючись так, щоб Суперник не зміг цього повторити.

### New Way
New way характеризується «жорсткими» рухами, що поєднані з «clicks» (вигинанням кінцівок в суглобах) and «arms control» (оберти рук та зап'ястків, що включають рухи татінгу та локінгу). New way також можна описати як удосконалену форму пантоніми в якій уявні геометричні форми, представлені рухами танцівника демонструють його спритність, пам'ять та надзвичайну гнучкість.

### Vogue Fem
Vogue Fem — це плавні рухи в найвищому своєму прояві з яскраво вираженою жіночністю, що зазнали впливу балету, джазу та сучасного танцю. . Стилі Vogue Fem варіюються від Драматичного (акцентує увагу на треках та швидкості) до М'якого (що акцентує увагу на красі і плавності). Існує 5 елементів Vogue Fem: «рухи руками»(Hand performance), «котяча хода»(The catwalk), «качина хода» (The duckwalk), «шоу на підлозі»(Floor performance), «оберти та падіння»(spins & dips).
Hand Performance(«рухи руками») відносять до ілюзій і рухів рук, зап'ястків пальців. The catwalk («котяча хода») — плавна, стилізована хода. The duckwalk («качина хода») відноситься до ходи навприсядки, бігу, махів ногами, рухів що вимагають балансу на подушечках стопи. Floor performance(«робота в партері») — рухи виконані на землі першочергово використовуючи ноги, спину та коліна. Dips(заглиблення) опускання тіла на землю з допомогою однієї чи обох рук. Dramatic dip як різновид цього елемнту виконується танцівником піднімаючи і вигинаючи одну ногу, стоячи на пальцях іншої, швидко опускаючись на землю.